# Flobots
Flobots es un grupo de indie hip hop, formado en 2000, en la ciudad estadounidense de Denver, Colorado por Jamie Laurie, el cual es el único miembro original que permanece en el grupo. Hasta la fecha, se han publicado tres álbumes. Flobots logró un gran éxito en los mediados de la primera década del siglo XXI, con sus álbumes de debut.Fight With Tools (2007), con el sencillo "Handlebars", se convirtió en un éxito popular en la cadena radiofónica del rock moderno en abril de 2008.

## Discografía

### Álbumes de estudio
- 2001: "Onomatopoeia"
- 2007: "Fight With Tools" #15 (US)
- 2010: "Survival Story"
- 2012: "The Circle In The Square"

### EP
- 2005: "Flobots Present...Platypus"

### Compilaciones
- 2009: "Live at the House of Blues" – Anaheim, CA